# Lobeza favilla
Lobeza favilla är en fjärilsart som beskrevs av Paul Dognin 1892. Lobeza favilla ingår i släktet Lobeza och familjen tandspinnare. Inga underarter finns listade i Catalogue of Life.